# Ичан-Кала
Ича́н-Кала́ (узб. Ichan Qa'la) — внутренний город Хивы, обнесённый крепостной стеной, выдающийся памятник архитектуры и истории. Является сердцем древней Хивы и наиболее хорошо сохранившимся средневековым городским ансамблем на территории Центральной Азии. С 1990 года включён в список Всемирного наследия ЮНЕСКО.
На территории Ичан-Калы, площадью около 26 гектаров, сосредоточены десятки уникальных памятников исламской архитектуры: медресе, мечети, мавзолеи, караван-сараи, минареты, дворцы и жилые дома. Среди наиболее известных объектов — минарет Калта-Минор, мечеть Джума, дворец Таш-Хаули, медресе Мухаммада Амин-хана и Кунья-Арк (цитадель ханов Хивы).
Ичан-Кала не является мёртвым музеем: внутри крепостных стен по-прежнему живут люди, действует базар, работает ремесленное производство и ведётся приём туристов. Этот ансамбль представляет собой уникальное сочетание городской среды, традиционного образа жизни и выдающихся архитектурных форм XVI—XIX веков.

## Описание
История Ичан-Калы насчитывает более двух тысячелетий. Внутренний город площадью 26 гектаров был построен в соответствии с древними традициями среднеазиатского градостроительства, в виде правильного прямоугольника (650x400 метров), вытянутого с юга на север и закрытого кирпичными крепостными стенами высотой до десяти метров.
На территории комплекса находится 51 древнее монументальное сооружение и 250 жилых домов. Здесь представлены такие замечательные архитектурные ансамбли, как мечеть Джума, мечеть Ок, медресе Алла-Кулли-хана, Мухаммада Аминхона, Мухаммада Рахимхона, мавзолеи Пахлавона Махмуда, Саида Аллавуддина, Шергозихона, а также караван-сараи и рынки. Атрибуты являются выдающимися образцами исламской архитектуры Центральной Азии. Мечеть Джума с крытым двором, спроектированная с учётом сурового климата Центральной Азии, уникальна по своим пропорциям и структуре внутренних размеров (55x46 метров), тускло освещенная двумя восьмиугольными фонарями и украшенная 212 колоннами. Медресе, составляющие общественные зоны, отличаются величественными пропорциями и простым декором, и представляют собой ещё один тип исламской архитектуры, характерный для Центральной Азии.
В современности Ичан-Кала сохраняет аутентичность и поддерживается в первоначальном состоянии. При реставрации были соблюдены традиционные технологии строительства и использованы традиционные местные материалы, такие как обожжённый кирпич, дерево и камень.

## Стены

Стена Ичан-Калы

В Хиве существовало традиционное разделение города на две обособленные друг от друга части:
- Внутренний город (цитадель, шахристан) — Ичан-Кала (буквально: внутреннее ограждение обороны) и
- Внешний город (рабад) — Дишан-Кала (внешнее ограждение обороны).

Стены Ичан-Калы: 8—10 метров высотой, 5—6 метров толщиной и длиной 6250 метров по внешнему периметру.
Оборонительные валы внешнего и внутреннего «кругов» изготавливались из самана. Через каждые 30 метров в стенах Ичан-Калы возведены круглые оборонительные башни, выступающие за пределы стен. В верхней части стен имеются зубчатые перила с узкими амбразурами для стрельбы по врагу во время осады.
В системе оборонительных укреплений имелись рвы, наполненные водой; даже сейчас это заметно по рельефу в южной части, а на севере и западе асфальт закрыл древние рвы.
Городские ворота также были частью защитной системы. На примере сохранившихся ворот видно, что они имеют «ударные» башни, расположенные по обе стороны арочного проезда, а над воротами имеются также смотровые галереи. Проезд за арками ворот в сторону города покрывался арочной крышей (Кой-Дарваза) или, если коридор очень длинный, несколькими куполами.

## Строительство крепости
В 1598 году, когда река Амударья в очередной раз изменила своё русло, оставив без водных ресурсов древнюю столицу Хорезма Гургандж, — столица государства была перенесена в один из старинных городов Хорезмского оазиса — Хиву. Судя по археологическим данным, она существовала уже в V—VI веках, как остановка или караван-сарай при колодце Хейвак (Хива-Хейва-Хейвак), на древнем пути из Мерва в Гургандж. Исходя из этого, археологи полагают, что основанием стен Ичан-Калы частично служат остатки древнего фортификационного сооружения вокруг караван-сарая, датируемые пятым веком.
Колодец Хейвак и сегодня находится у северо-западной стены Ичан-Калы. При ремонте колодца, были обнаружены следы очень древней каменной кладки и остатки купольного сооружения, прикрытого ныне землёй. Глину для строительства стен брали в двух километрах от города, на территории, называемой Говук-куль; сейчас там есть большое озеро. И сегодня, как и прежде местная глина отличного качества используется современными гончарами.

## Памятники

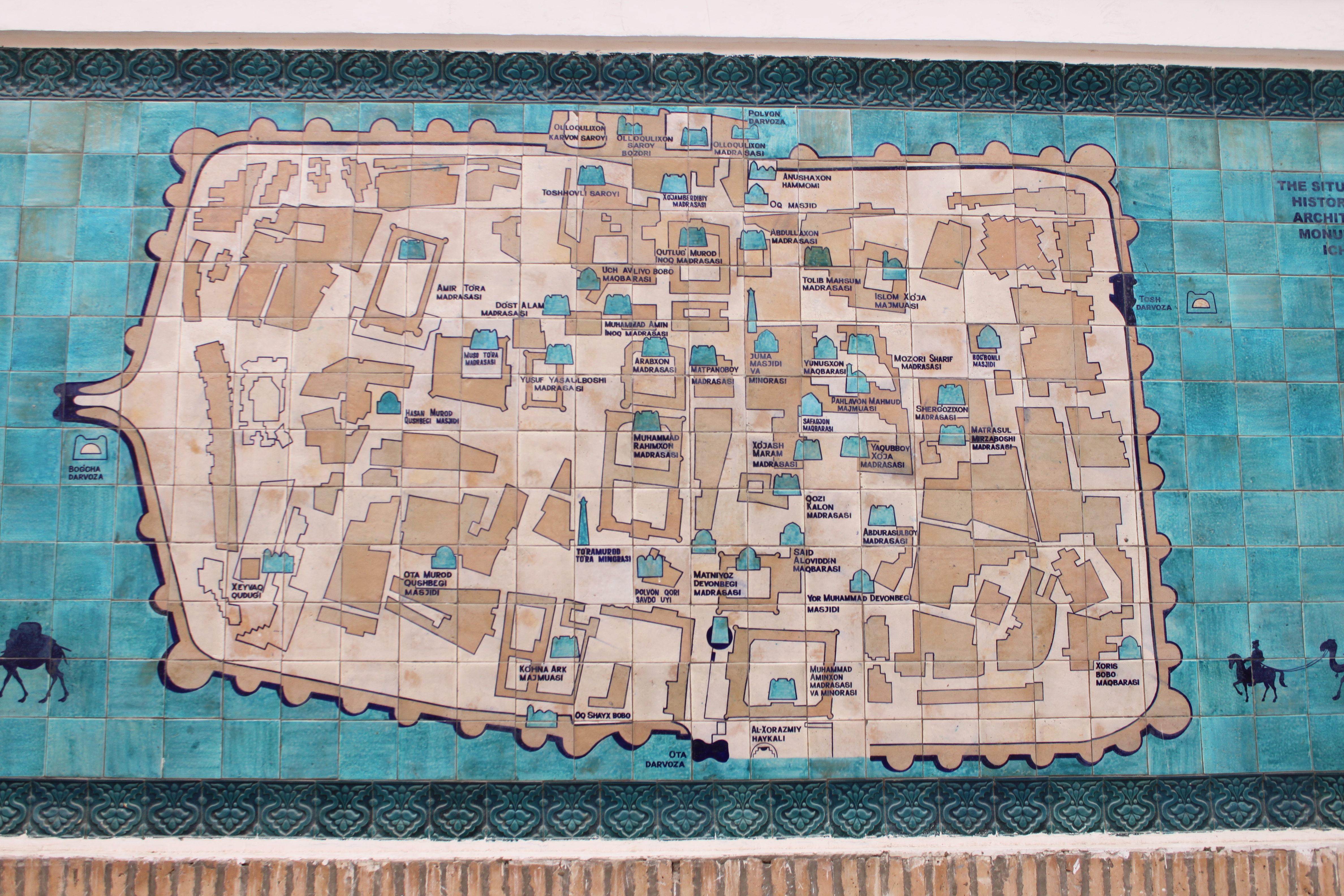
Схема историко-архитектурных памятников Ичан-Калы

Древнее городище знаменито множеством исторических зданий, большинство из которых были построены в XIX веке, во время правления узбекской династии Кунграт и прекрасно сохранились вплоть до сегодняшнего времени. Посетив Хиву, можно легко представить себе, как выглядели другие города Центральной Азии в прошлом.
В город можно попасть через одни из четырёх ворот:
- Северные (Багча-Дарваза — огородные врата),
- Южные (Таш-Дарваза — каменные врата),
- Восточные (Палван-Дарваза — богатырские врата),
- Западные (Ата-Дарваза — главные врата).

Внутренний город Ичан-Кала, занимающий площадь менее квадратного километра, плотно застроен, поэтому достопримечательности Хивы расположены компактно, на небольшой территории, ограниченной городскими стенами. Большинство посетителей попадают в город через Западные ворота (Ата-Дарваза), слева от которых находится Куня-Арк, старая цитадель, некоторые её части относятся к V веку.
Справа от ворот располагается Медресе Мухаммад Амин-хана. Грандиозный минарет Кальта-Минар стоит немного впереди. Приблизительно в 200 метрах, ближе к центру города, расположено Медресе Мухаммад Рахим-хана II.
За ним, ближе к восточным воротам, расположены дворец Таш Хаули (XIX век) и медресе Алла-Кули-хана. В пяти минутах ходьбы, к югу от центра города находится мавзолей Саида Аллауддина и мавзолей Палван Махмуда (XVIII—XX вв.), медресе Шергази-хана (1718—1726), а также минарет и мечеть Ислам-Ходжа (ансамбль 1908—1910).

## Декоративное убранство
Майоликовая облицовка Хивы имеет собственный стиль, выполнена в основном в приглушённых тонах от тёмно-синего до голубого и белого, иногда со штрихами коричневого цвета. Только один из традиционных геометрических узоров Бухары и Самарканда — пятиконечные звезды в пятиугольнике — использовался в Хиве. В хивинских узорах чаще всего присутствуют растительные мотивы — вьющаяся виноградная лоза и листья.
Резьба по дереву — один из видов искусства Хорезма. Повсюду можно увидеть деревянные колонны и двери, украшенные резьбой.

## Ичан-Кала в киноискусстве
В 1970 году на советские экраны вышел художественный фильм «Конец атамана» (Казахфильм, режиссёр Шакен Айманов, сценаристы Э. Тропинин и А. С. Кончаловский), посвящённый убийству в синьцзянском пограничном городе Суйдун Оренбургского войскового атамана Александра Ильича Дутова. «Роль» Суйдунской крепости в фильме сыграла Ичан-Кала.

## Галерея

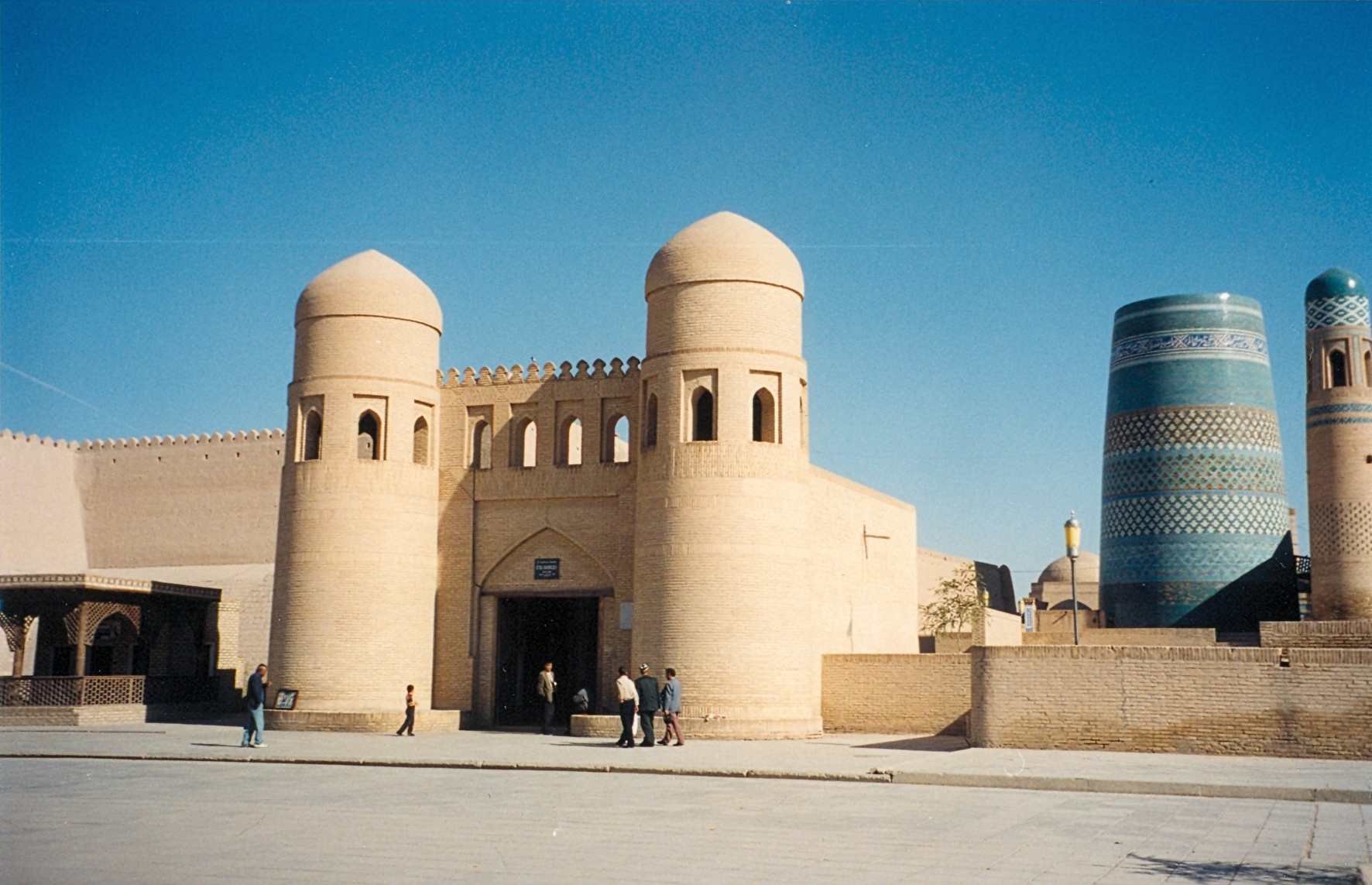
Западные ворота
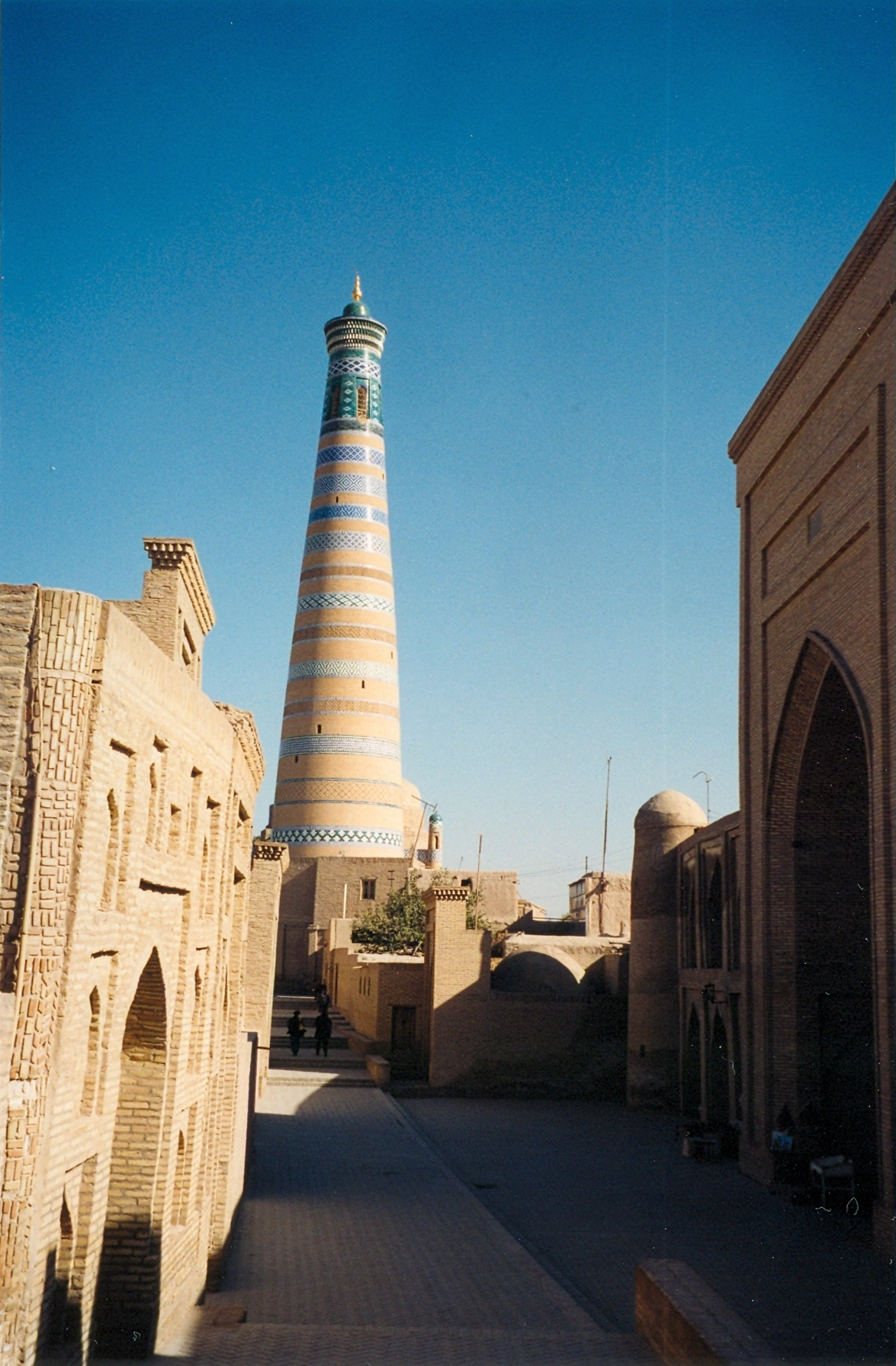
Улица в Старом городе
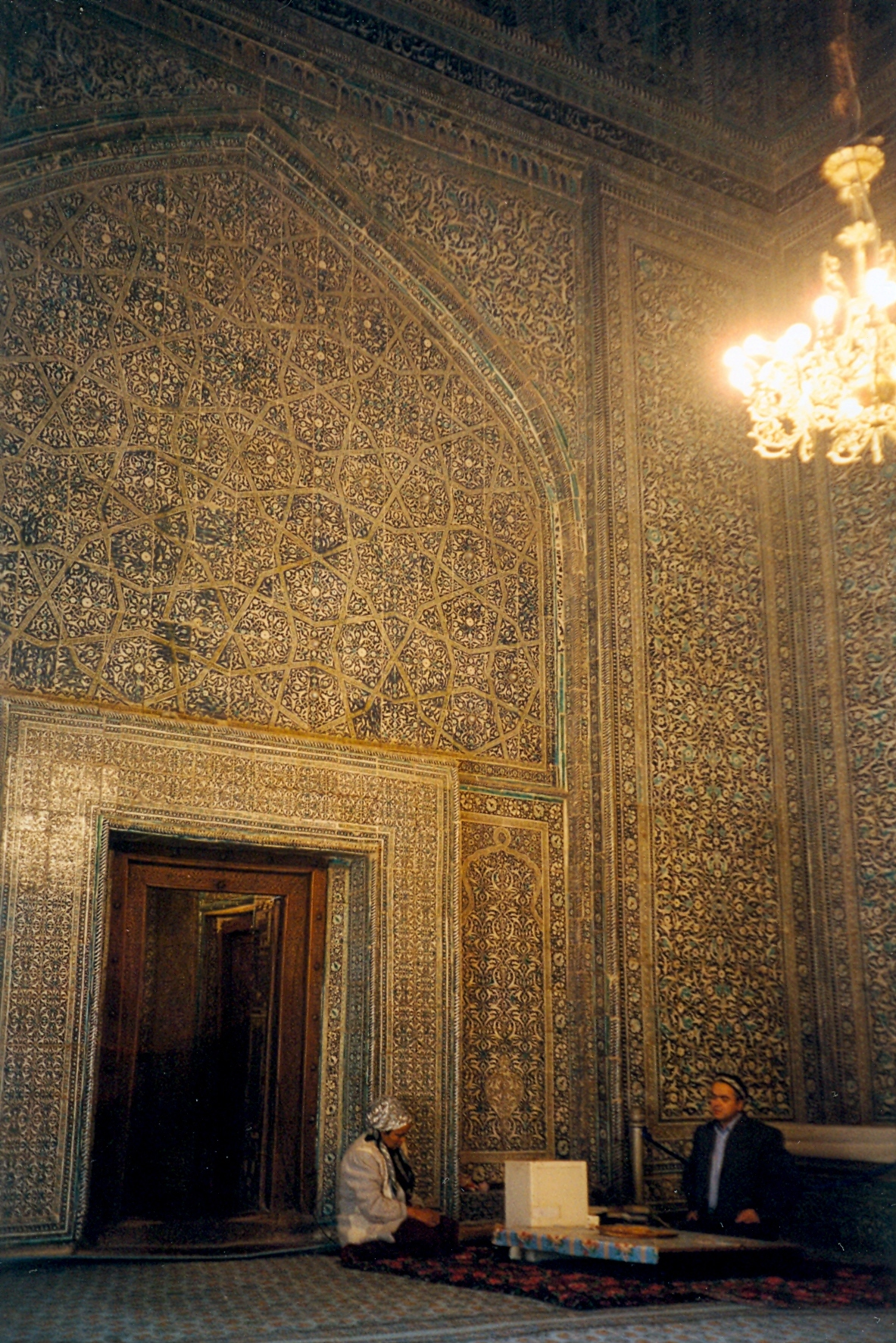
Внутри мавзолея Пахлавана Махмуда